# Katedra św. Piotra w Jaca
Katedra św. Piotra Apostoła w Jaca (hiszp. Catedral de San Pedro de Jaca) – rzymskokatolicki kościół w Jaca w Aragonii, pełniący funkcję katedry diecezji Jaca.

## Historia
Po tym jak miasto Jaca stało się stolicą Aragonii, uzyskało ono status siedziby biskupiej w 1077 roku. Spowodowało to konieczność wzniesienia kościoła katedralnego, jednak data rozpoczęcia budowy jest nieznana. Główna część kościoła została ukończona około 1130 roku. W 1395 roku pożar zniszczył strop katedry, który został odbudowany w następnych latach i został gruntownie odnowiony na początku XVI wieku. W tym samym okresie dodano nawy boczne i powiększono nawę główną. Pod koniec XVIII wieku jedna z apsyd została zburzona i wybudowana na nowo oraz przebudowano centralną apsydę.
W 1931 roku katedra w Jaca została uznana za obiekt zabytkowy (Monumento Nacional).

## Architektura i sztuka
Katedra ma trzy nawy, odpowiadające im trzy apsydy i dwa zewnętrzne portale (oba wyposażone w loggie). Apsyda południowa zachowała się w niezmienionej romańskiej postaci.
Nawa główna i nawy boczne oddzielone są arkadami. Ołtarz główny został ukończony na początku XVII wieku. Dekorację centralnej apsydy w latach 1792-1793 namalował Manuel Bayeu, szwagier Francisco Goyi.